# 18 batalion dowodzenia
18 Siedlecki Batalion Dowodzenia – samodzielny pododdział Wojska Polskiego, podległy 18 Dywizji Zmechanizowanej, stacjonujący w Siedlcach.

## Historia
W 2019 roku Siedlcach w ramach 18 DZ sformowano 18 Siedlecki Batalion Dowodzenia. Jednostka stacjonuje w garnizonie Siedlce, ul. Składowa 39

## Tradycje

Symbolika 18 siedleckiego batalionu dowodzenia

Decyzją Nr 124/MON Ministra Obrony Narodowej 18 batalion dowodzenia przejął i z honorem kultywuje tradycje:
- pododdziałów wsparcia i łączności 18 Dywizji Piechoty (1919-1939):
- plutonu łączności Komendy Głównej 18 Dywizji Piechoty,
- Poczty Polowej Nr 34,
- Kompanii Telegraficznej;

18 batalion dowodzenia przyjął wyróżniającą nazwę „Siedlecki”.
18 batalion dowodzenia w dniu 25 sierpnia obchodzi doroczne święto utworzenia
Decyzją Nr 123/MON Ministra Obrony Narodowej wprowadzono:
- odznaka pamiątkowa 18 batalionu dowodzenia
- oznaka rozpoznawcza na mundur wyjściowy
- oznaka rozpoznawcza na mundur polowy
- proporczyk na beret

## Zadania
Główne zadanie 18 batalionu dowodzenia to zabezpieczenie wsparcia dowodzenia 18 Dywizji Zmechanizowanej. Jednostka zapewnia organizację systemu łączności, jednocześnie odpowiada za jego bezpieczeństwo, a ponadto realizuje zabezpieczenie bojowe oraz logistyczne stanowisk dowodzenia.

## Wyposażenie
Na wyposażeniu jednostki pozostają m.in. terminale satelitarne oraz wozy łączności i dowodzenia, WWK-10C i RWŁC-10T, MMSD (Mobilny Moduł Stanowiska Dowodzenia) na podwoziu Jelcza.

## Dowódcy 18 batalionu dowodzenia
- ppłk Zbigniew Ciżmiński (2019–31.03.2021)
- ppłk Paweł Siewierski (01.04.2021–20.11.2022)[4]
- ppłk Waldemar Paluszek (21.11.2022–30.06.2024)[5]
- ppłk dypl. Bartłomiej Kaszyński (01.07.2024–31.10.2024)[6]
- cz.p.o. mjr Krzysztof Lużyński (01.11.2024-08.12.2024)[7]
- ppłk Artur Krajewski (09.12.2024-...)[8]